# Phú Sơn
	Phú Sơn		là một xã thuộc tỉnh Ninh Bình, Việt Nam. Trụ sở xã nằm cách phường Hoa Lư - trung tâm tỉnh lỵ Ninh Bình 28 km về phía Tây Bắc.		
Theo Nghị quyết số 1674/NQ-UBTVQH15 ngày 16/6/2025 về sắp xếp các đơn vị hành chính cấp xã của tỉnh Ninh Bình năm 2025, 	sắp xếp các xã Thạch Bình, Lạc Vân và Phú Sơn thành xã mới có tên gọi là xã Phú Sơn.	
Xã Phú Sơn	có diện tích:	41,12	km², 	dân số:	22.712	người, mật độ dân số: 	552	người/km². 	
Đây là đơn vị có diện tích xếp thứ:	14	, số dân xếp thứ: 	111	và mật độ dân số xếp thứ: 	121	trong số 129 xã, phường ở Ninh Bình. 
Xã Phú Sơn là nơi có sông Hoàng Long chảy qua.
1. ↑  Nghị quyết của Quốc hội về sắp xếp các đơn vị hành chính cấp xã của tỉnh Ninh Bình năm 2025